# Ella Schön
Ella Schön è una serie televisiva tedesca prodotta dal 2018 da ZDF.
Protagonisti della serie sono le attrici Annette Frier e Julia Richter.
La serie, trasmessa in prima visione assoluta in Germania dall'emittente ZDF si compone di più episodi, della durata di 90 minuti circa ciascuno. Il primo episodio fu trasmesso in prima visione in Germania l'8 aprile 2018.
In Italia, la serie è trasmessa in prima visione su Rai 2 a partire dal 13 agosto 2021.

## Trama
Ella Schön - potenziale avvocato di Francoforte con la sindrome di Asperger - eredita la casa del marito a Fischland, sul Mar Baltico, e lì incontra la compagnia del suo defunto marito, che conduceva una doppia vita all'insaputa di Ella. Vuole vendere la casa il prima possibile e tornare a Francoforte. Ma Christine, la compagna del marito, ha il diritto di vivere in quella casa poiché ha due figli e un terzo è in arrivo. Ella riceve consulenza legale dall'avvocato Kollkamp che non può accettare l'incarico poiché difensore di Christine. Ella si trasferisce nella piccola dépendance della “sua” casa. Tra le due donne si sviluppa uno strano legame, i bambini sono affascinati da Ella e dalla sua pedanteria. L'avvocato Kollkamp le offre un lavoro come assistente, perché conosce tutte le leggi a memoria. Anche gli altri isolani stanno iniziando a fare amicizia nonostante le scarse capacità relazionali di Ella.

## Personaggi e interpreti
- Ella Schön, interpretata da Annette Frier, praticante avvocato affetta da sindrome di Asperger, relatrice legale presso Hans Kollkamp.
- Christina Kieper, interpretata da Julia Richter, compagna del defunto marito di Ella Thomas, madre di Ben, Klara e Tom, figlia di Katrin Kieper.
- Ben Kieper, interpretato da Maximilian Ehrenreich, figlio di Christina.
- Henni, interpretata da Gisa Flake, proprietaria del negozio di alimentari del paese.
- Jannis Zagorakis, interpretato da Josef Heynert, elettricista e migliore amico di Christina, ex compagno di Ella.
- Klara Kieper, interpretata da Zora Müller, figlia di Christina.
- Katrin Kieper, interpretata da Lina Wendel, madre di Christina, nonna di Ben, Klara e Tom.
- Hans Kollkamp, interpretato da Rainer Reiners, avvocato.
- Ulla Lüttjens, interpretata da Tanja Schleiff, sindaco e moglie di Lukas Lüttjens.
- Friedrich Teetz, interpretato da Reiner Schöne, proprietario dell'hotel.
- Lukas Lüttjens, interpretato da Siegfried Terpoorten, insegnante, marito di Ulla.
- Nils Hagebrecht, interpretato da Marc Ben Puch, ex-partner di Christina, padre di Ben.

## Episodi
| Nr | Titolo originale       | Titolo italiano            | Prima TV Germania | Prima TV Italia |
| -- | ---------------------- | -------------------------- | ----------------- | --------------- |
| 1  | Die Inselbegabung      | Una famiglia di troppo     | 8 aprile 2018     | 13 agosto 2021  |
| 2  | Das Ding mit der Liebe | Quella cosa chiamata amore | 15 aprile 2018    | 13 agosto 2021  |
| 3  | Die nackte Wahrheit    |                            | 31 marzo 2019     |                 |
| 4  | Sturmgeschwister       |                            | 7 aprile 2019     |                 |
| 5  | Feuertaufe             |                            | 25 ottobre 2020   |                 |
| 6  | Schiffbruch            |                            | 1º novembre 2020  |                 |
| 7  | Land unter             |                            | 3 ottobre 2021    |                 |
| 8  | Familienbande          |                            | 10 ottobre 2021   |                 |
| 9  | Das Glück der Erde     |                            | 24 aprile 2022    |                 |
| 10 | Freischwimmer          |                            | 1º maggio 2022    |                 |
| 11 | Seitensprünge          |                            | 8 maggio 2022     |                 |

## Produzione
Gli episodi sono stati girati a Fischland-Darß-Zingste a Berlino .
I primi due episodi sono andati in onda l'8 e il 15 aprile 2018. Questi hanno avuto un tale successo che sono stati commissionati due nuovi episodi. Sono stati trasmessi il 31 marzo e il 7 aprile 2019. Dal 30 luglio al 28 settembre 2019 sono stati girati altri due episodi, la trasmissione del quinto episodio del 3 maggio 2020 è stata posticipata da ZDF con breve preavviso a causa della pandemia di COVID-19 in Germania. È stato trasmesso il 25 ottobre 2020. Il 28 luglio 2020 sono iniziate le riprese degli episodi 7 e 8.